# 有限責任監査法人トーマツ
有限責任監査法人トーマツ（ゆうげんせきにんかんさほうじんトーマツ、英語: Deloitte Touche Tohmatsu LLC）は、監査、経営コンサルティング、株式公開支援、ファイナンシャルアドバイザリーサービス等を提供する日本で最大級の会計事務所。いわゆる「4大監査法人」の一つ。大蔵省の監査法人の必要性の提言のもと、等松農夫蔵の等松監査や青木大吉の第一公認会計士事務所ほか、複数の事務所が合同して設立した。
4大会計事務所（big4）の一つで、世界最大の会計事務所デロイト トウシュ トーマツ（w:Deloitte Touche Tohmatsu）のメンバーファーム。「big4」の中では唯一日本の会計事務所の名前が使用されている監査法人である。

## 概要
- 主な業務 - 会計監査、IFRSサービス、株式公開支援、ERS、年金コンサルティング、知的財産コンサルティングサービス、ライセンス契約マネジメント、グローバルサービス
- その他事務所 - 札幌、名古屋、大阪、福岡事務所など17カ所
- 連絡事務所 -高崎、長崎など12カ所
- 海外ネットワーク- アメリカ、アジアパシフィック、ヨーロッパ、中東
- 海外駐在員派遣 - ニューヨーク、ロサンゼルス、ロンドン、北京など約50都市
- 人員 - 2025年（令和7年）5月末日現在 6,295名
- 被監査会社 - 2025年（令和7年）5月末日現在 3,215社

## 大口クライアント
有価証券報告書より、最近の監査報酬が1億円超のクライアントを列挙。
素材・エネルギー
LIXIL、出光興産、王子HD、三菱マテリアル、DOWAHD、大同特殊鋼、UACJ、ユニチカ、日本碍子、三井松島HD
医療・化学
花王、DIC、エーザイ、シスメックス、ダイセル、小野薬品工業、artience、ニフコ
食品・アグリ
日本たばこ産業、サントリーHD、日本ハム、日清製粉グループ本社、サントリー食品インターナショナル、日清食品HD、ハウス食品グループ本社、宝HD、ヤクルト本社、DM三井製糖HD
自動車・機械・部品・エレクトロニクス
キヤノン、リコー、オムロン、クボタ、デンソー、日清紡HD、ダイキン工業、村田製作所、古河電気工業、荏原製作所、ブラザー工業、JVCケンウッド、ニコン、横河電機、HOYA、アマダ、三菱ロジスネクスト、ローム、リケンNPR、アズビル、ホシザキ、グローリー、SUMCO、タダノ、河西工業
不動産・建設・レジデンス
千代田化工建設、鹿島建設、オープンハウスグループ、リログループ、イオンモール、奥村組、ティーケーピー
物流・インフラ
NIPPON EXPRESSHD、東海旅客鉄道、関西電力、日本郵船、ヤマトHD、ANAHD、九州電力、SGHD、四国電力、九州旅客鉄道、鴻池運輸、京成電鉄、西部ガスHD
生活・サービス
エイチ・アイ・エス、パーソルHD、サイバーエージェント、パソナグループ、イオンディライト、平和、ワコールHD、オリエンタルコンサルタンツHD
情報・通信
ソフトバンクグループ、ソフトバンク、LINEヤフー、東宝、日本経済新聞社、スカパーJSATHD、BIPROGY、フリービット、セレス、コロプラ、三菱総合研究所
卸売・小売・外食
三菱商事、イオン、伊藤忠商事、三井物産、コロワイド、ファーストリテイリング、伊藤忠エネクス、オイシックス・ラ・大地、キヤノンマーケティングジャパン、三菱食品、ニトリHD、ビックカメラ、レスターHD、ノジマ、ツルハHD、リョーサン菱洋HD、ウエルシアHD、ユナイテッド・スーパーマーケットHD、ブックオフグループHD、スズケン、すかいらーくHD、ヤマエグループHD、蝶理、ミスミグループ本社、カメイ、DCMHD、オートバックスセブン、フジ、あらた
金融・保険
三菱UFJFG、三菱UFJ銀行、SBIHD、三菱UFJ証券HD、りそなHD、三菱UFJ信託銀行、SBI新生銀行、イオンフィナンシャルサービス、三菱HCキャピタル、日本政策投資銀行、あおぞら銀行、りそな銀行、コンコルディアFG、クレディセゾン、東京センチュリー、SBIインシュアランスグループ、九州FG、めぶきFG、アプラス、日本取引所グループ、八十二銀行、みずほリース、アイフル、アコム、ほくほくFG、しずおかFG、JA三井リース、京都FG

### 特徴
法人及びクライアントの特徴として以下の点が挙げられる。
- 創業者の等松農夫蔵や富田岩芳が大日本帝国海軍主計の出身ということもあり、営業力に強い法人として一線を画してきた。
- 昔から外資系的要素を多く取り入れ、海外展開にも積極的であった。もっとも外資色が強い点については、アーサー・アンダーセンと提携していた頃の朝日（現あずさ）や、現在のPwCあらたも同様である。
- 2010年代前半頃までは、IPO分野の強さに定評があった。しかし業界全体の人員不足進行と準大手・中小法人の積極参入による採算性悪化に加え、クライアントの会計不正が相次いだことから選別を進める過程で2019年にIPO専門部署を閉鎖。一方で、2015年以降は専門部署を設けず全社単位でIPO案件を抱えてきた新日本がトーマツを抜き、IPO件数で大手トップとなった[3]。なお、クライアントの選別が進んだことを背景にトーマツは2024年にIPO部署を再設立している[4]。
- 企業グループの中では、三菱グループに比較的強い（新日本やあずさと分け合っている）。
- 製造業（重化学工業）のクライアントが少なく、自動車メーカーのクライアントが大手監査法人で唯一存在しない。一方で情報分野や卸売・小売分野、金融分野は圧倒的に強く、第三次産業の比重が大きい。
- 五大商社の過半数を占めているほか、大手コンビニも3社中2社を占めるなど卸売・小売系の強さは他法人を圧倒している。特に郊外型チェーンは他の大手法人から多くのクライアントを獲得し続けており、独占に近い状態にある。
- 地方では、宮城県・四国・九州に強い。
- 他法人よりもコンサルティング業務向きであり、業務収入に占める非監査報酬の割合が大きい。

## 経営成績の推移
人員数・社員数には、特定社員を含み、公認会計士・公認会計士試験合格者・会計士補のいずれにも該当しない職員を含まない。
| 決算期      | 業務収入       | うち監査報酬 （1項業務） | うち非監査報酬 （2項業務） | 営業利益     | 純利益       | 人員数 | うち 社員数 | 被監査会社数 | うち 金商法監査 |
| ----------- | -------------- | ------------------------ | -------------------------- | ------------ | ------------ | ------ | ----------- | ------------ | --------------- |
| 2011年9月期 | 816億2400万円  | 673億400万円             | 143億1900万円              | 58億7500万円 | 1億3200万円  | 4680人 | 653人       | 3690社       | 986社           |
| 2012年9月期 | 824億4300万円  | 644億300万円             | 180億3900万円              | 49億9600万円 | 22億8100万円 | 4145人 | 644人       | 3599社       | 953社           |
| 2013年9月期 | 838億7200万円  | 645億8000万円            | 192億9100万円              | 26億7300万円 | 18億5800万円 | 4234人 | 666人       | 3642社       | 972社           |
| 2014年9月期 | 865億4600万円  | 662億9200万円            | 202億5300万円              | 23億2400万円 | 13億4000万円 | 4369人 | 684人       | 3587社       | 975社           |
| 2015年9月期 | 891億7700万円  | 666億5800万円            | 225億1900万円              | 8億1400万円  | 16億800万円  | 4390人 | 573人       | 3574社       | 971社           |
| 2016年9月期 | 964億7800万円  | 704億5900万円            | 260億1900万円              | 13億1600万円 | 18億8500万円 | 4392人 | 579人       | 3427社       | 961社           |
| 2017年5月期 | 709億7700万円  | 524億800万円             | 185億6900万円              | 17億900万円  | 16億5000万円 | 4474人 | 567人       | 3399社       | 962社           |
| 2018年5月期 | 1047億300万円  | 742億8400万円            | 304億1900万円              | 10億800万円  | 8億7900万円  | 4504人 | 566人       | 3338社       | 959社           |
| 2019年5月期 | 1087億1800万円 | 776億100万円             | 311億1600万円              | 2億5600万円  | 27億3300万円 | 4511人 | 583人       | 3306社       | 944社           |
| 2020年5月期 | 1145億9200万円 | 809億3200万円            | 336億6000万円              | 11億3400万円 | 26億200万円  | 4429人 | 573人       | 3296社       | 924社           |
| 2021年5月期 | 1236億7600万円 | 832億2300万円            | 404億5200万円              | 16億2100万円 | 8億2500万円  | 4429人 | 538人       | 3232社       | 892社           |
| 2022年5月期 | 1388億1400万円 | 861億4300万円            | 526億7000万円              | 9億7700万円  | 25億5000万円 | 4392人 | 536人       | 3244社       | 852社           |
| 2023年5月期 | 1428億4500万円 | 893億3400万円            | 535億1000万円              | 13億5500万円 | 22億2000万円 | 4333人 | 533人       | 3162社       | 817社           |
| 2024年5月期 | 1430億3200万円 | 943億5800万円            | 486億7300万円              | 3億4100万円  | 1億1100万円  | 4302人 | 530人       | 3187社       | 806社           |
| 2025年5月期 | 1297億8800万円 | 957億8200万円            | 340億600万円               | 4億5400万円  | 1000万円     | 4044人 | 466人       | 3215社       | 770社           |

- 決算期変更のため、2017年5月期は8か月間の数値である。

## 沿革
- 1968年（昭和43年）5月 - 監査法人等松・青木・津田・塚田・青木・宇野・月下部事務所設立。
- 1968年（昭和43年）12月 - 監査法人丸の内会計事務所設立
- 1969年（昭和44年）2月 - 監査法人等松・青木・津田・塚田・青木・宇野・月下部事務所から等松・青木監査法人に名称を変更
- 1969年（昭和44年）8月 - 監査法人西方会計士事務所設立
- 1973年（昭和48年）3月 - 監査法人サンワ事務所設立
- 1974年（昭和49年） - 監査法人誠和会計事務所設立
- 1975年（昭和50年）5月 - 等松・青木監査法人、トウシュ・ロス・インターナショナル（TRI）へ加盟
- 1975年（昭和50年）12月 - 監査法人丸の内会計事務所 東京事務所が同監査法人から分離独立し、監査法人東京丸の内事務所が発足
- 1976年（昭和51年）4月 - 監査法人サンワ事務所と監査法人東京丸の内事務所が合併し、監査法人サンワ東京丸の内事務所が発足
- 1976年（昭和51年）4月 - 監査法人札幌第一会計設立
- 1983年（昭和58年）5月 - サンアイ監査法人設立
- 1985年（昭和60年）6月 - デロイト・ハスキンズ・アンド・セルズが監査法人三田会計社を設立[5]
- 1985年（昭和60年）9月 - 監査法人サンワ東京丸の内事務所が監査法人サンワ事務所に名称を変更
- 1986年（昭和61年）10月 - 等松・青木監査法人と監査法人サンワ事務所が合併し、サンワ・等松青木監査法人と名称を変更
- 1988年（昭和63年）4月 - 監査法人丸の内会計事務所と合併
- 1988年（昭和63年）10月 - 監査法人西方会計士事務所および監査法人札幌第一会計と合併
- 1990年（平成2年）1月 - デロイト・ハスキンズ・アンド・セルズ・インターナショナルとトウシュ・ロス・インターナショナルが合併。国際名称をデロイト ロス トーマツ　インターナショナル(DRTI)に変更
- 1990年（平成2年）2月 - 監査法人三田会計社と合併し、監査法人トーマツと名称を変更
- 1992年（平成4年）6月 - 国際名称をデロイト トウシュ トーマツ インターナショナル(DTTI)に変更
- 1998年（平成10年）1月 - 国際名称をデロイト トウシュ トーマツ(DTT)に変更
- 2000年（平成12年）6月 - デロイト トウシュ トーマツのインテグレーションステージに参画
- 2001年（平成13年）4月 - サンアイ監査法人と合併
- 2002年（平成14年）7月 - 監査法人誠和会計事務所と合併
- 2002年（平成14年）12月 - デロイトトーマツコンサルティング（株）（現・アビームコンサルティング（株））と資本関係を解消し、完全分離
- 2004年（平成16年）4月 - 英文名称をDeloitte Touche Tohmatsuに変更
- 2009年（平成21年）6月 - 有限責任監査法人として、金融庁において登録がされる
- 2009年（平成21年）7月 - 有限責任監査法人トーマツとして業務開始
- 2017年（平成29年） - 決算期を9月から5月へ変更
- 2018年（平成31年）12月10日 - 本部事務所を品川インターシティC棟から丸の内二重橋ビルへ移転、品川・八重洲・有楽町に分散している事務所を集約[6][7]

### 歴代包括代表
| 代 | 氏名       | 期間                   | 備考                                                                           |
| -- | ---------- | ---------------------- | ------------------------------------------------------------------------------ |
| 1  | 川北博     | 1990年6月 - 1993年5月  | 陸軍士官学校（58期）・中央大学商学部卒、サンワ・等松青木監査法人会長から横滑り |
| 2  | 田近耕次   | 1993年5月 - 1999年5月  | 中央大学商学部卒                                                               |
| 3  | 高岡次郎   | 1999年6月 - 2001年5月  | 東京大学経済学部卒                                                             |
| 4  | 阿部紘武   | 2001年6月 - 2007年5月  | 中央大学商学部卒                                                               |
| 4  | 佐藤良二   | 2007年6月 - 2010年11月 | 慶應義塾大学経済学部卒                                                         |
| 5  | 天野太道   | 2010年11月 - 2015年7月 | 早稲田大学商学部卒                                                             |
| 6  | 小川陽一郎 | 2015年7月 - 2015年10月 | 慶応義塾大学商学部卒                                                           |
| 7  | 觀恒平     | 2015年11月 - 2018年5月 | 横浜国立大学経営学部卒                                                         |
| 8  | 国井泰成   | 2018年6月 - 2022年5月  | 明治大学経営学部卒                                                             |
| 9  | 大久保孝一 | 2022年6月 -            | 中央大学経済学部卒                                                             |

## グループ会社等
デロイト トーマツ合同会社の節を参照

### かつてのグループ会社
- トーマツ イノベーション株式会社

ビジネス研修などを行っていた人材育成企業。2019年4月1日にラーニングエージェンシー株式会社に社名変更し、独立した。

## 出来事

### 金融庁による処分
- 2006年（平成18年）3月30日 - 法人本体と法人の元社員7名が公認会計士法の規定に基づく処分を受ける。株式会社エムティーシーアイ、株式会社サワコー・コーポレーション、株式会社ナナボシの3件の監査証明に係る審理体制と教育研修体制について法人は戒告を受け、元社員はそれぞれ1ヶ月から3ヶ月の業務停止処分を受けた。

### 情報漏洩
- 2007年（平成19年）9月 - 旧みすず監査法人から移籍した職員個人所有のパソコンがAntinnyに感染し、旧みすず監査法人から移管した監査先企業24社の資料と個人情報7千件が流出した。

### 同法人への損害賠償訴訟
- 前述のナナボシの経営破綻について、ナナボシの管財人がトーマツに対し損害賠償を求める訴訟を大阪地裁に起こし、同地裁は2008年（平成20年）4月18日に、訴えを認め、公共工事の受注を装った売上計上を虚偽と見抜くべきだったと指摘、約1,700万円を支払うようトーマツに命じる判決。上場企業の会計監査を巡り、監査法人の過失を認めた判決は前例が無いという[9]。

### 大王製紙事件
- 大王製紙の創業家・井川意高が子会社に巨額の借り入れを行わせ、カジノに消費した事件において、適正意見が出されていた繰延税金資産計上額・固定資産売却取引・株式の減損・貸付金への引当金をめぐり過年度の決算5年分が遡及修正された[10]。当時会計監査を実施していたトーマツは金融庁の調査を受けたが、処分や戒告はなされなかった。大王製紙の監査は高松事務所と松山事務所の合同で行われていたが、この事件を受け地方事務所の再編強化等を行い[11]、会計監査人を退任した。2013年3月期以降の後任監査人はあらた監査法人（現：PwC Japan有限責任監査法人）である。

## 関連人物
- 日吉雄太（衆議院議員、元トーマツシニアマネージャー）
- 佐藤英志（エスネットワークス創業者・元社長、太陽ホールディングス社長、元ギャガ・コミュニケーションズ副社長）
- 西浦道明（アタックス創業者・社長、アタックスグループ代表パートナー）
- 森田祐司（会計検査院長、元代表社員）
- 山崎彰三（日本公認会計士協会元会長、元代表社員）
- 和貝享介（元トーマツエンタープライズ リスクサービス部代表社員）
- 新田正実（元デロイトトーマツファイナンシャルアドバイザリー合同会社代表執行役社長）